# Fiumaretta
Fiumaretta è una frazione di 806 abitanti del comune di Ameglia, in provincia della Spezia.

## Geografia fisica
Il centro abitato è sito a 2 m sul livello del mare, sulla parte sinistra della foce del fiume Magra, di fronte a Bocca di Magra.

## Storia
A Fiumaretta sono stati rinvenuti reperti dell'età del bronzo e frammenti ceramici attribuiti all'epoca arcaica delle civiltà etrusca. Nell'area sorse poi il porto della colonia romana di Luna, in seguito scomparso a seguito del progressivo insabbiamento. L'area paludosa rimase quindi disabitata sino a che, a metà del XIX secolo, vennero avviate operazioni di bonifica della zona da parte della famiglia carrarese dei Fabbricotti. In epoca medievale esisteva un piccolo approdo, denominato San Maurizio, il quale prendeva il nome da una piccola chiesa dedicata al santo; tale porticciolo, che da tempo aveva sostituito quello di Luni, era utilizzato da viaggiatori e pellegrini, ma anche per il trasporto delle merci. Il borgo di Fiumaretta venne fondato nel 1855.

## Monumenti e luoghi d'interesse

### Architetture religiose
Chiesa parrocchiale di Sant'Isidoro agricola
La chiesa venne eretta nel XIX secolo come chiesa campestre per assistere i lavoratori dei campi. Venne poi eretta in parrocchia in data 31 dicembre 1947; il riconoscimento civile si ebbe il 14 settembre 1949.

### Architetture militari
Negli anni quaranta del Novecento Fiumaretta fu interessata dall'edificazione di fortificazioni in difesa della costa ligure e vi vennero realizzate una postazione campale nei pressi del canale che attraversa l'abitato e una casamatta nei pressi della foce del Magra.

### Spiagge
Spiaggia di Fiumaretta
Spiaggia di sabbia fine, attrezzata con numerosi stabilimenti balneari, la sua esposizione ai venti la rende una meta apprezzata dagli appassionati di vela e windsurf. Dal 2009 è insignita della Bandiera Blu.